# Чемпионат мира по баскетболу 2019. Группа C
В этой статье представлено положение команд и результаты матчей в группе C предварительного раунда чемпионата мира по баскетболу 2019. Состав группы был определён во время жеребьёвки 16 марта 2019 года в Центре культуры Шэньчжэня, Китай. В группе участвуют Иран, Испания, Пуэрто-Рико, и Тунис. Команды сыграют друг с другом в один круг. Матчи пройдут с 31 августа по 4 сентября 2019 года в Спортивном зале в Гуанчжоу. Две лучшие команды выходят в групповой турнир за 1-16 места, две худшие - в групповой турнир за 17-32 места.

## Команды
| Команда     | Квалификация                 | Квалификация     | Участие   | Участие | Участие | Лучший результат |
| Команда     | Способ                       | Дата             | Последнее | Всего   | Подряд  | Лучший результат |
| ----------- | ---------------------------- | ---------------- | --------- | ------- | ------- | ---------------- |
| Испания     | Победитель группы I Европы   | 2 декабря 2018   | 2010      | 12      | 10      | Чемпион (2006)   |
| Иран        | 3-е место в группе F Азии    | 24 февраля 2019  | 2014      | 4       | 1       | 19-е (2010)      |
| Пуэрто-Рико | 3-е место в группе E Америки | 25 февраля 2019  | 2014      | 14      | 9       | 4-е место (1990) |
| Тунис       | Победитель группы Е Африки   | 16 сентября 2018 | 2010      | 2       | 1       | 24-е (2010)      |

## Положение команд
| Команда     | Игр | В | П | МЗ  | МП  | МР  | Очки |
| ----------- | --- | - | - | --- | --- | --- | ---- |
| Испания     | 3   | 3 | 0 | 247 | 190 | +57 | 6    |
| Пуэрто-Рико | 3   | 2 | 1 | 213 | 218 | −5  | 5    |
| Тунис       | 3   | 1 | 2 | 205 | 235 | −30 | 4    |
| Иран        | 3   | 0 | 3 | 213 | 235 | −22 | 3    |

## Результаты матчей
Время матчей дано по UTC+8:00

### 1-й тур

#### Иран — Пуэрто-Рико
| 31 августа 2019 16:30 | Протокол | Иран                           | 81:83    | Пуэрто-Рико       | Спортивный центр Гуанчжоу, Гуанчжоу Судьи: Адемир Зурапович Георгиос Пурсанидис Нан Йе |
| 31 августа 2019 16:30 | Протокол | 30–16, 19–15, 16–20, 16–32     |          |                   | Спортивный центр Гуанчжоу, Гуанчжоу Судьи: Адемир Зурапович Георгиос Пурсанидис Нан Йе |
| 31 августа 2019 16:30 | Протокол | Хамед Хаддади, Бенам Яхшали 22 | Очки     | Давид Уэртас 32   | Спортивный центр Гуанчжоу, Гуанчжоу Судьи: Адемир Зурапович Георгиос Пурсанидис Нан Йе |
| 31 августа 2019 16:30 | Протокол | Хамед Хаддади 16               | Подборы  | Реналдо Бэлкман 6 | Спортивный центр Гуанчжоу, Гуанчжоу Судьи: Адемир Зурапович Георгиос Пурсанидис Нан Йе |
| 31 августа 2019 16:30 | Протокол | Мохаммад Джамшиди 5            | Передачи | Три игрока по 4   | Спортивный центр Гуанчжоу, Гуанчжоу Судьи: Адемир Зурапович Георгиос Пурсанидис Нан Йе |

#### Испания — Тунис
| 31 августа 201920:30 | Протокол | Испания                          | 101:62   | Тунис          | Спортивный центр Гуанчжоу, Гуанчжоу Судьи: Майкл Вейланд Кришна Домингес Джеймс Бойер |
| 31 августа 201920:30 | Протокол | 16–17, 26–22, 30–8, 29–15        |          |                | Спортивный центр Гуанчжоу, Гуанчжоу Судьи: Майкл Вейланд Кришна Домингес Джеймс Бойер |
| 31 августа 201920:30 | Протокол | Рики Рубио 17                    | Очки     | Салах Межри 15 | Спортивный центр Гуанчжоу, Гуанчжоу Судьи: Майкл Вейланд Кришна Домингес Джеймс Бойер |
| 31 августа 201920:30 | Протокол | Хуанчо Эрнангомес 8              | Подборы  | Салах Межри 7  | Спортивный центр Гуанчжоу, Гуанчжоу Судьи: Майкл Вейланд Кришна Домингес Джеймс Бойер |
| 31 августа 201920:30 | Протокол | Вилли Эрнангомес, Серхио Льюль 5 | Передачи | Омар Абада 6   | Спортивный центр Гуанчжоу, Гуанчжоу Судьи: Майкл Вейланд Кришна Домингес Джеймс Бойер |

### 2-й тур

#### Тунис — Иран
| 2 сентября 2019 16:30 | Протокол | Тунис                      | 79:67    | Иран               | Спортивный центр Гуанчжоу, Гуанчжоу Судьи: Адемир Зурапович Кришна Домингес Арно Ком Нджило |
| 2 сентября 2019 16:30 | Протокол | 29–19, 15–16, 15–13, 20–19 |          |                    | Спортивный центр Гуанчжоу, Гуанчжоу Судьи: Адемир Зурапович Кришна Домингес Арно Ком Нджило |
| 2 сентября 2019 16:30 | Протокол | Салах Межри 22             | Очки     | Аарон Герамипур 18 | Спортивный центр Гуанчжоу, Гуанчжоу Судьи: Адемир Зурапович Кришна Домингес Арно Ком Нджило |
| 2 сентября 2019 16:30 | Протокол | Салах Межри 15             | Подборы  | Хамед Хаддади 11   | Спортивный центр Гуанчжоу, Гуанчжоу Судьи: Адемир Зурапович Кришна Домингес Арно Ком Нджило |
| 2 сентября 2019 16:30 | Протокол | Три игрока по 5            | Передачи | Хамед Хаддади 8    | Спортивный центр Гуанчжоу, Гуанчжоу Судьи: Адемир Зурапович Кришна Домингес Арно Ком Нджило |

#### Пуэрто-Рико — Испания
| 2 сентября 2019 20:30 | Протокол | Пуэрто-Рико                | 63:73    | Испания          | Спортивный центр Гуанчжоу, Гуанчжоу Судьи: Майкл Вейланд Георгиос Пурсанидис Джеймс Бойер |
| 2 сентября 2019 20:30 | Протокол | 21–17, 14–19, 10–21, 18–16 |          |                  | Спортивный центр Гуанчжоу, Гуанчжоу Судьи: Майкл Вейланд Георгиос Пурсанидис Джеймс Бойер |
| 2 сентября 2019 20:30 | Протокол | Джан Клавелл 13            | Очки     | Марк Газоль 19   | Спортивный центр Гуанчжоу, Гуанчжоу Судьи: Майкл Вейланд Георгиос Пурсанидис Джеймс Бойер |
| 2 сентября 2019 20:30 | Протокол | Три игрока по 5            | Подборы  | Рики Рубио 8     | Спортивный центр Гуанчжоу, Гуанчжоу Судьи: Майкл Вейланд Георгиос Пурсанидис Джеймс Бойер |
| 2 сентября 2019 20:30 | Протокол | Гари Браун 6               | Передачи | Руди Фернандес 6 | Спортивный центр Гуанчжоу, Гуанчжоу Судьи: Майкл Вейланд Георгиос Пурсанидис Джеймс Бойер |

### 3-й тур

#### Пуэрто-Рико — Тунис
| 4 сентября 2019 16:30 | Протокол | Пуэрто-Рико               | 67:64    | Тунис                      | Спортивный центр Гуанчжоу, Гуанчжоу Судьи: Адемир Зурапович Георгиос Пурсанидис Кришна Домингес |
| 4 сентября 2019 16:30 | Протокол | 19–18, 19–14, 14–23, 15–9 |          |                            | Спортивный центр Гуанчжоу, Гуанчжоу Судьи: Адемир Зурапович Георгиос Пурсанидис Кришна Домингес |
| 4 сентября 2019 16:30 | Протокол | Реналдо Бэлкман 14        | Очки     | Омар Абада, Салах Межри 14 | Спортивный центр Гуанчжоу, Гуанчжоу Судьи: Адемир Зурапович Георгиос Пурсанидис Кришна Домингес |
| 4 сентября 2019 16:30 | Протокол | Реналдо Бэлкман 9         | Подборы  | Макрем бен-Ромдан 9        | Спортивный центр Гуанчжоу, Гуанчжоу Судьи: Адемир Зурапович Георгиос Пурсанидис Кришна Домингес |
| 4 сентября 2019 16:30 | Протокол | Гари Браун 8              | Передачи | Майкл Ролл 5               | Спортивный центр Гуанчжоу, Гуанчжоу Судьи: Адемир Зурапович Георгиос Пурсанидис Кришна Домингес |

#### Испания — Иран
| 4 сентября 2019 20:30 | Протокол | Испания                    | 73:65    | Иран                                | Спортивный центр Гуанчжоу, Гуанчжоу Судьи: Майкл Вейланд Арно Ком Нджило Нан Йе |
| 4 сентября 2019 20:30 | Протокол | 18–21, 15–10, 19–22, 21–12 |          |                                     | Спортивный центр Гуанчжоу, Гуанчжоу Судьи: Майкл Вейланд Арно Ком Нджило Нан Йе |
| 4 сентября 2019 20:30 | Протокол | Марк Газоль 16             | Очки     | Мохаммад Джамшиди 15                | Спортивный центр Гуанчжоу, Гуанчжоу Судьи: Майкл Вейланд Арно Ком Нджило Нан Йе |
| 4 сентября 2019 20:30 | Протокол | Хуанчо Эрнангомес 10       | Подборы  | Хамед Хаддади 15                    | Спортивный центр Гуанчжоу, Гуанчжоу Судьи: Майкл Вейланд Арно Ком Нджило Нан Йе |
| 4 сентября 2019 20:30 | Протокол | Рики Рубио 5               | Передачи | Самад Никха-Барами, Хамед Хаддади 6 | Спортивный центр Гуанчжоу, Гуанчжоу Судьи: Майкл Вейланд Арно Ком Нджило Нан Йе |